# Cindy Le Cœur
Cindy Le Cœur, de son vrai nom Candy Nkunku, alias Wankoro, est une artiste chanteuse et danseuse congolaise (RDC) de  Rumba, Pop et gospel.

## Biographie
Cindy le Cœur fait ses premiers pas dans la musique au début des années 2000, en tant que chanteuse de musique chrétienne aux côtés du chantre Kool Matopé. Elle décide d'arrêter la musique Gospel en intégrant en 2007, le groupe Quartier Latin de Koffi Olomidé en 2007.  Elle y joue le rôle de directrice artistique du groupe et participe activement à la réalisation de cinq albums de Koffi Olomide, dont Bord Ezanga Kombo, à travers lequel elle est révélée au grand public, grâce au titre Ikia. 
Après onze ans avec Quartier Latin, en 2018, de nombreux médias annoncent son départ du groupe. La rumeur est démentie plus tard en 2019. Cindy continuerait toujours de faire partie de l'orchestre de Koffi Olomide.  
En octobre 2019, elle sort le titre Egérie dans lequel elle reprend le titre élégance de Koffi Olomidé.

## Discographie
- Cindy  Chante Koffi Olomidé Vol. 1, 2009
- Cindy Le Cœur Chante Koffi Olomidé Vol.2, 2010

## Singles
- Egérie, 2019